# Сухраварди, Хусейн Шахид
Хусейн Шахид Сухраварди (бенг. হোসেন শহীদ সোহ্‌রাওয়ার্দী, урду حسین شہید سہروردی‎; 8 сентября 1892, Миднапур, Британская Индия — 5 декабря 1963, Бейрут, Ливан) — индийский, а затем пакистанский государственный деятель, премьер-министр Пакистана (1956—1957).

## Биография

### Образование и начало политической карьеры
Родился в знатной и богатой мусульманской семье, которая вела свою родословную от Праведного халифата. Его отец, сэр Захид Сухраварди, был судьёй Верховного суда Калькутты. Его мать, Худжастха Ахтар Бану, была писательницей на языке урду и стала первой индийской женщиной, которая сдала экзамены на «Старший Кембридж» (Senior Cambridge). Младший брат Хасана Сухраварди — пакистанский поэт, историк, преподаватель, дипломат.
Окончил колледж Св. Ксавье в Калькутте с присвоением степени бакалавра, в 1913 г. получил степень магистра арабского языка Калькуттского университета, в 1920 г. — степень магистра политических наук и бакалавра гражданского права Оксфордского университета. В 1923 г. после обучения в Грейс-Инн получил статус адвоката.
По возвращении в Бенгалию занимался юридической практикой, в частности, в Высшем суде Калькутты. Начал политическую деятельность, вступив в Мусульманскую лигу. Затем перешёл в партию Сварадж (часть ИНК), но после Индо-мусульманских столкновений вернулся в Мусульманскую лигу. Защищал обвиняемых в участии в беспорядках мусульман в Высоком суде Калькутты. Был избран членом Законодательной ассамблеи Бенгалии.
В 1930-х гг. он усилил политическую программу Мусульманской лиги, поддерживая концепцию создания Пакистана и «Теорию двух наций». В 1936 г. был избран генеральным секретарём бенгальского отделения Мусульманской лиги и переизбран в бенгальский парламент.

### В правительстве Бенгалии
В 1937—1943 гг. — министр торговли и труда, 1943—1946 гг. — министр продовольственного снабжения Бенгалии. На этот период пришелся «Голод в Бенгалии» (1943), унесший несколько миллионов жизней. Индийская пресса, особенно индуистская, жестко критиковала его деятельность на посту министра.
Во время всеобщих выборов 1945 г. успешно проводил кампанию против Хаваджи Назимуддина, добившись достаточного политического одобрения со стороны Мусульманской лиги.
В 1946—1947 гг. — главный министр в правительстве Бенгалии. Выступая за независимость Бенгалии, критиковался Индийским национальным конгрессом. Присоединился к требованиям второго раздела Бенгалии, поддержав идею независимой Объединённой Бенгалии, в то время как Назимуддин выступал за объединение с Пакистаном. Большинство историков возлагает на него ответственность за массовое насилие и последующие жертвы во время «Дня прямого действия» (1946).
После создания независимого Пакистана и избрания на пост премьер-министра Назимуддина на некоторое время уезжал в Индию, где искал поддержки Махатмы Ганди. В марте 1949 г. вернулся в Пакистан, через год — в марте 1950 года возглавил Народную мусульманскую лигу (впоследствии «Авами лиг»). Заключил союз с Коммунистической партией и другими левоориентированными партиями, создав «Объединенный фронт».
В 1954—1955 гг. — министр юстиции в кабинете Мухаммада Али Богры, один из главных разработчиков Конституции Пакистана. Также курировал программу «Единое целое» (One Unit), направленную на усиление интеграции различных провинций и национальностей страны. Выступил сторонником выражения вотума недоверия премьер-министру Али Богре и после его отставки возглавил правительство.

### На посту премьер-министра Пакистана
В 1956—1957 гг. — премьер-министр Пакистана, одновременно занимал пост министра обороны. Столкнулся с массовыми акциями протеста против программы «Единое целое» и требованиями восстановления прежнего статуса провинций. В 1956 г. он приостановил программу Национальной финансовой комиссии (НФК) по распределению налоговых поступлений между Восточным и Западным Пакистаном, при этом страна оставалась в серьёзной зависимости от поставок американского продовольствия. Вскоре начался переход к плановой экономике. Его отношения с фондовой биржей и бизнес-сообществом ухудшились, когда он объявил о распределении помощи американской Администрации международного сотрудничества (ICA) в размере 10 миллионов долларов США между Западом и Востоком и о создании судоходной корпорации за счёт доходов Западного Пакистана. Вскоре по стране прокатились массовые забастовки рабочих, протестовавших против его экономической политики.
Проводил последовательную проамериканскую политику, враждебную Советскому Союзу, которая шла вразрез с общей линией возглавлявшейся им партии «Авами Лиг». Во время официального визита в США в июле 1957 г. дал согласие на использование ВВС США пакистанской территории для разведывательных действий против Советского Союза. В обмен Соединённые Штаты выделили более 2 миллиардов долларов на поставки современного вооружения Пакистану. Инцидент с U-2 в 1960 г. серьёзно подорвал национальную безопасность Пакистана, когда Советский Союз, в конечном счёте, обнаружил американскую базу в Пакистане после допроса пилота сбитого самолёта-разведчика. При этом проигнорировал предложение СССР обсудить в трёхстороннем формате вопрос кашмирского урегулирования. В 1956 г. подписал пакистано-китайское соглашение о сотрудничестве, произошёл обмен делегациями между двумя странами. При этом отношения с Индией заметно ухудшились.
В этот период началась реализация ядерной программы Пакистана под руководством Назира Ахмада.
Его экономическая политика и распределение налогообложения между Западом и Востоком вызвали массовые забастовки в 1956 г., а политическая зависимость от Соединённых Штатов — серьёзное противодействие со стороны собственной партии «Авами лиг» и её влиятельного духовного лидера Абдул Хамид Хана Бхашани, который с подозрением относился к усилению американского влияния. В то время как премьер-министр решительно выступал за членство Пакистана в СЕАТО, Бхашани выступал категорически против. К тому же в партии опасались сближения главы правительства с президентом Искандером Мирзой, представлявшим Пакистанскую мусульманскую лигу. «Авами лиг» оказалась на грани раскола. После утраты парламентского большинства и вынесения вотума недоверия в октябре 1957 г. ушёл в отставку.
После государственного переворота (1958) ему было запрещено заниматься политической деятельностью. В 1960 г. покинул страну и проживал в Бейруте. В 1962—1963 годах один из инициаторов создания оппозиционных правительству группировок. Умер в своём гостиничном номере от сердечного приступа, однако многие бенгальцы сомневались в этой официальной версии. Похоронен в Мавзолее трёх лидеров.
Его имя присвоено ряду образовательных и медицинских учреждений в Пакистане и Бангладеш.

## Семья
В 1920 г. женился на Бегум Нияз Фатиме, дочери судьи сэра Абдура Рахима, у них было двое детей: сын Ахмед умер от воспаления лёгких во время учёбы в Лондоне, а дочь Джахан вышла замуж за сына судьи сэра Шаха Сулеймана. Его внучка Шахида Джамиль занялась политической деятельностью и в качестве представителя Пакистанской мусульманской лиги (Н) с 1999 по 2007 гг. занимала пост министра юстиции Пакистана.
В 1940 г. он женился на Вере Александровне Тищенко, русской театральной актрисе и танцовщице, которая приняла ислам и имя Бегум Нур Джехан, получив в 1947 г. пакистанское гражданство. Она была русской актрисой польского происхождения из МХАТа и протеже Ольги Книппер. В 1951 г. они развелись.
После развода Вера переехала в Соединённые Штаты со своим единственным сыном, Рашидом Сухраварди (известным как Роберт Эшби), который впоследствии стал британским актёром, сыграв Джавахарлала Неру в фильме «Джинна» (1998).